# UFC on Fuel TV 7
UFC on Fuel TV 7: Barao vs. McDonald（ユーエフシー・オン・フューエル・ティービー・セブン：バラオン・バーサス・マクドナルド）は、アメリカ合衆国の総合格闘技団体「UFC」の大会の一つ。2013年2月16日、イングランド・ロンドンのウェンブリー・アリーナで開催された

## 大会概要
本大会ではヘナン・バラオンとマイケル・マクドナルドによるUFC世界バンタム級暫定タイトルマッチが組まれた。

### カード変更
負傷などによるカードの変更は以下の通り。
- ジャスティン・エドワーズ → ジョルジ・サンチアゴ（第9試合）

- デニス・シヴァー → ダスティン・ポイエー（第11試合）

## 試合結果

### プレリミナリーカード
第1試合 フライ級ワンマッチ　5分3R
○  フィル・ハリス vs.  ユリシーズ・ゴメス ×
3R終了 判定3-0（30-27、30-27、29-28）
第2試合 バンタム級ワンマッチ 5分3R
○  ヴァウアン・リー vs.  手塚基伸 ×
3R終了 判定3-0（30-27、30-27、30-27）
第3試合 ミドル級ワンマッチ 5分3R
○  トム・ワトソン vs.  スタニスラブ・ネドコフ ×
2R 4:42 TKO（スタンドパンチ連打）
第4試合 フェザー級ワンマッチ 5分3R
○  アンディ・オーグル vs.  ジョシュ・グリスピ ×
3R終了 判定3-0（29-28、29-28、30-27）
第5試合 ライト級ワンマッチ 5分3R
○  ダニー・カスティーリョ vs.  ポール・サス ×
3R終了 判定3-0（30-27、30-27、29-28）
第6試合 ライト級ワンマッチ 5分3R
○  レニー・フォート vs.  テリー・エティム ×
3R終了 判定3-0（29-28、29-28、30-27）

### メインカード
第7試合 ウェルター級ワンマッチ 5分3R
○  マット・リドル vs.  チェ・ミルズ ×
3R終了 判定2-1（29-28、28-29、30-27）
※リドルの薬物検査失格によりノーコンテスト。
第8試合 ライトヘビー級ワンマッチ 5分3R
○  ジェームス・テフナ vs.  ライアン・ジモー ×
3R終了 判定3-0（29-27、29-28、29-28）
第9試合 ウェルター級ワンマッチ 5分3R
○  グンナー・ネルソン vs.  ジョルジ・サンチアゴ ×
3R終了 判定3-0（29-28、29-28、30-27）
第10試合 ライトヘビー級ワンマッチ 5分3R
○  ジミ・マヌワ vs.  シリル・ディアバテ ×
1R終了時 TKO（棄権）
第11試合 フェザー級ワンマッチ 5分3R
○  カブ・スワンソン vs.  ダスティン・ポイエー ×
3R終了 判定3-0（29-28、30-27、30-27）
第12試合 UFC世界バンタム級暫定タイトルマッチ 5分5R
○  ヘナン・バラオン vs.  マイケル・マクドナルド ×
4R 3:57 肩固め
※バラオンが初防衛に成功。

### 各賞
ファイト・オブ・ザ・ナイト： トム・ワトソン vs. スタニスラブ・ネドコフ
ノックアウト・オブ・ザ・ナイト： トム・ワトソン
サブミッション・オブ・ザ・ナイト： ヘナン・バラオン
各選手にはボーナスとして5万ドルが支給された。